# Iván el Terrible, segunda parte: la conjura de los boyardos
Iván el Terrible, segunda parte, estrenada originalmente como Iván el Terrible, segunda parte: la conjura de los boyardos y conocida también como Iván Grozny, segunda parte, es una película rusa histórica-dramática escrita y dirigida por Serguéi Eisenstein. Es la segunda parte de un díptico sobre la historia y la figura del Zar Iván IV de Rusia, más conocido como Iván el Terrible.
Aunque se completó en 1946, no pudo ser estrenada hasta 1958 debido a la censura política del Gobierno soviético de Iósif Stalin, que no aprobó la caracterización de Iván en la segunda parte, más sombrío y cruel. En principio la saga estaba planteada como una trilogía, pero Eisenstein murió antes de terminar el rodaje de la última parte. La música fue compuesta por Serguéi Prokófiev. Está rodada en blanco y negro, con fotografía de Moskvín y Eduard Tissé, excepto por la famosa escena del baile, que está a color.

## Argumento
La película comienza con un acuerdo entre el rey Segismundo II Augusto Jagellón de Polonia y el príncipe Andréi Kurbski, en el que se planea conquistar los territorios de Iván. La reunión es interrumpida con un emisario que anuncia el regreso del zar a Moscú.
Lo primero que hace Iván es redistribuir las tierras; toma las de los boyardos, para seguidamente devolvérselas, obteniendo de esta manera un mayor poder y control sobre ellos.
Iván nombra a su amigo Fiódor Kolychov, ahora el monje Filip, como obispo metropolitano de Moscú, a lo cual este accede tras llegar al mutuo acuerdo de que puede interceder en favor de los hombres condenados. Pero, aconsejado por Maliuta Skurátov, ejecuta rápidamente a varios hombres, antes de que Filip pueda impedirlo, acabando con tres de sus parientes. Fiódor Basmánov le hace ver que la zarina fue envenenada, y ambos sospechan de Efrosinia, a pesar de lo cual Iván ordena a Fiódor no decir nada hasta estar seguros. Los boyardos, ante la pérdida de su poder, imploran ayuda a Filip, que finalmente accede y confronta a Iván durante una representación de una obra en la Catedral de la Dormición. Iván, enfadado, afirma que a partir de entonces será aquello que los boyardos dicen de él: será terrible. Ante esto, los boyardos deciden acabar con su vida, y que además sea el novicio Piotr Volynets quien empuñe el cuchillo.
Ahora seguro de la participación de Efrosinia en la muerte de su esposa, Iván invita al hijo de Efrosinia, Vladímir, a un banquete con su guardia personal, en el que lo emborracha hasta que este, tras cantos y bailes, le habla del complot en su contra y de que él mismo (Vladímir) debe ser zar tras su muerte. Iván sugiere que puede ser zar por un rato, y lo viste con sus ropajes, con la corona, el cetro y el orbe. Le dice que los guíe a rezar a la catedral, pues un zar debe ser siempre líder. Una vez ahí, Piotr Volynets asesina al falso zar, y es apresado. Iván ordena que lo suelten, y le da las gracias por acabar con los enemigos de la corona. Efrosinia llega, llena de júbilo, hasta que ve a Iván vivo y a su hijo muerto. Iván la condena a muerte y después proclama que, acabados los enemigos dentro de Moscú, es hora de centrarse en los de fuera.

## Personajes principales
- Iván Vasílievich (Nikolái Cherkásov) - En esta película cambia la perspectiva sobre el personaje; mientras que en la primera parte era ensalzado como un héroe nacional, en esta se muestra más débil y vulnerable, y llevando a cabo una serie de asesinatos políticos contra los boyardos para asegurarse el poder, conocidos como la Opríchnina (que tiene gran parecido con la Gran Purga organizada por Stalin). La película también muestra a un Iván más paranoico.

- Efrosinia Stáritskaia (Serafima Birman) - Tía de Iván, normalmente vestida en negro, es la villana principal de la película e intenta conseguir que su hijo Vladímir llegue al trono, a pesar de que este mismo no quiere, para lo que planea un complot junto con los boyardos.

- Vladímir Stáritski (Pável Kádochnikov) - Hijo de Efrosinia, no comparte con ésta sus deseos de poder. Es retrasado y carece de fuerza o liderazgo alguno, y se contenta con beber y escuchar cantar a su madre.

- Maliuta Skurátov (Mijaíl Zhárov) - Es el asistente de Iván y parte de su policía secreta, la Opríchnina. Suya es la idea de acabar rápidamente con algunos conspiradores para reducir el poder de Filip, y es mostrado como despiadado y engañoso.

- Alekséi Basmánov (Amvrosi Buchma) -  Es un plebeyo, oportunista y auto-descrito como enemigo de los boyardos. Llega a convertirse en uno de los tenientes en los que más confía Iván tras comandar el ejército en Crimea.

- Fiódor Basmánov (Mijaíl Kuznetsov) - Hijo único de Alekséi Basmánov, en esta segunda parte pasa a formar parte de la Opríchnina y a ser un fanático sediento de sangre.